# Félix Barbe
Félix Barbe és un jugador francès de rugbi a 15, nascut el 16 de febrer de 1885 a Perpinyà (Catalunya Nord) i mort el 14 de juny de 1981, d'1 m 71 per a 69 kg, havent jugat al lloc de centre a l'USAP.
Va ser el primer capità d'un equip perpinyanenc a guanyar el campionat de França. Practicava el negoci vitícola.

## Palmarès
- Campió de França el 1914 (USAP)
- Campió de França de 2a sèrie el 1911 (ASP, primer nom del club)
- Campió del Rosselló el 1914